# Anson (Texas)
Anson ist die Bezirkshauptstadt des Jones County im Bundesstaat Texas der Vereinigten Staaten. Das U.S. Census Bureau hat bei der Volkszählung 2020 eine Einwohnerzahl von 2.294 ermittelt.

## Geographie
Die Stadt liegt etwa 330 Kilometer westlich von Dallas, im mittleren Nordwesten von Texas und hat eine Gesamtfläche von 5,4 km² ohne nennenswerte Wasserfläche.

## Geschichte
Die Ansiedlung wurde im Zuge des Baus der Texas & Pacific Railroad als Jones City gebildet, diente längere Zeit als Nachschub-Depot für die Eisenbahn und wurde 1881 Sitz der County-Verwaltung. 1882 benannte man die Stadt um in Anson nach Anson Jones, dem fünften Präsidenten der Republik Texas. 1883 wurde die erste Zeitung, Texas Western, durch Dick Davis herausgegeben.

## Demographie
Das durchschnittliche Einkommen eines Haushalts liegt bei 23.954 USD, das durchschnittliche Einkommen einer Familie bei 30.284 USD. Männer haben ein durchschnittliches Einkommen von 26.893 USD gegenüber den Frauen mit durchschnittlich 19.038 USD. Das Pro-Kopf-Einkommen liegt bei 11.798 USD. 19,8 % der Einwohner und 17,0 % der Familien leben unterhalb der Armutsgrenze.
28,3 % der Einwohner sind unter 18 Jahre alt und auf 100 Frauen ab 18 Jahren und darüber kommen statistisch 79 Männer. Das Durchschnittsalter beträgt 37 Jahre. (Stand: 2000).

## Söhne und Töchter der Stadt
- Omar Truman Burleson, Politiker